# Raffaele Paparella
Raffaele Paparella (Milano, 26 dicembre 1915 – Tortona, 11 novembre 2001) è stato un fumettista e illustratore italiano, ideatore, insieme a Guido Martina, della versione a fumetti di Pecos Bill, una delle serie western più famose d'Italia.

## Biografia
Dopo essersi diplomato all'istituto magistrale, per due anni si dedica all'insegnamento. Esordì come illustratore nel 1937 per l'editore Lotario Vecchi realizzando disegni umoristici per riviste come L'Asso Sportivo e La Piccola Italiana. Lo stesso anno iniziò a collaborare come illustratore anche con il settimanale Intrepido e con varie pubblicazioni della Mondadori. Come disegnatore di fumetti esordì nel 1940 sul Vittorioso con storie scritte da Gian Luigi Bonelli,come  Il terrore del Colorado e Il Segredo di Yuma della serie Marco Valli oltre alle serie I Tre Gli e Ted. La collaborazione con Bonelli continuò realizzando i disegni per la serie I crociati e per la lunga saga de I conquistatori dello spazio (1941-1942) pubblicate su L'Audace; nello stesso periodo realizza la serie a fumetti Cabiria, pubblicata nel 1943 sul Topolino della Mondadori. Venne chiamato alle armi nel 1942, interrompendo così l'attività di disegnatore.
Nel dopoguerra riprende a collaborare con Il Vittorioso, disegnando nel 1945 I Ragazzi di piazza cinquecento su testi di Bonanno e poi, per la Casa Editrice Universo, pubblica sugli Albi dell'Intrepido le storie delle serie Il duca nero e Terra proibita. Dal 1948 riprende a collaborare anche con la Mondadori realizzando alcune copertine della collana Albi d'Oro, e, per Topolino, disegna La compagnia dei sette per il mondo e  Sulle acque del Gran Rio con Federico Pedrocchi e, su testi di Mario Gentilini, disegna Satana dell'universo. Su testi di Bonelli, nel 1948 disegna Il ladro di Bagdad, pubblicato nella collana Serie d'Oro Audace.
Contemporaneamente lavora per il settimanale per ragazzi Salgari realizzando trasposizioni a fumetti di romanzi di Emilio Salgari realizzando Il leone di Damasco (1946), Le stragi delle Filippine (1946-1947) e La favorita di Mahdi (1946-1947) e Capitan Tempesta (1948-1949); sugli Albi Salgari editi dalla E.G.L.A. pubblica altre sue opere come Vendetta siberiana (1946), L’assedio del fortino (1949) e Il fiore delle perle (1949). Nel 1949 realizza con Guido Martina il suo maggiore successo, la popolare serie western Pecos Bill e, dal 1952 al 1953, la serie d'avventura Oklahoma, pubblicata negli Albi d'Oro. Per le Edizioni Araldo, su testi di Bonelli, disegna le trasposizioni dei racconti La piccola vedetta lombarda e Il tamburino sardo tratti da Cuore di Edmondo De Amicis; queste furono le ultime opere dell'autore per il mercato italiano e, tranne per una breve parentesi per la serie Dyno della Mondadori nel 1965, lavora per il mercato francese realizzando per la casa editrice Lug di Marcel Navarro, alcune serie a fumetti come Popescu et Silly, Madison Bill, Lucifer, J.B. et C.ie, Frank Ale, Robertino, Benny des Marais e Johnny Boy. Per il mercato britannico, attraverso la Fleetway, ha disegnato serie come Robin Hood, John Steele, Buffalo Bill & Henry Plummer, Kit Carson e Davy Crockett.
Si ritirò dall'attività intorno alla metà degli anni ottanta. Morì a Tortona nel 2001.